# Перевтілення (оповідання)
«Перевті́лення», або «Перетво́рення», (німецькою — нім. Die Verwandlung) — новела Франца Кафки, написане 17 листопада — 7 грудня 1912.
Герой твору — молодий чоловік на ім'я Ґреґор Замза, який одного ранку незрозумілим способом перетворюється на величезну комаху. Ці зміни завдають страждань як головному герою, так і його родині. Ґреґор переживає дедалі сильнішу самотність і відчуження від світу, поступову втрату сприйняття себе як людини, однак цій ситуації він ніяк не може зарадити.

## Сюжет
Ґреґор Замза, молодий комівояжер, цілковито відданий роботі, одного ранку виявляє, що перетворився на велетенську комаху. Герой як і завжди збирається на роботу, але його новий стан аж ніяк не може йому цього дозволити. Саме цього дня начальник Ґреґора, цікавлячись чому той не вирушив у поїздку, вирішує завітати до родини Замзи. Герой спершу приховує своє перетворення, спілкуючись крізь зачинені двері. Зрештою його новий стан відкривається колезі та родині. Ґреґор намагається продовжити повноцінне життя, проте не може приносити користі, замкнений в тілі комахи. Він втрачає роботу, родина замикає його в кімнаті, хвилюючись, щоб ніхто не дізнався, що з ним сталося.
Під впливом перевтілення Ґреґора змінюються також і члени його родини. Вони мусять самі собі заробляти на життя, оскільки один Ґреґор досі працював заради всієї сім'ї. З часом на нього дедалі менше звертають уваги, ставлячись більше не як до людини і родича, а як до предмета. Батько намагається вбити його, але тільки ранить, і Ґреґор ще якийсь час лежить на спині, переживаючи своє жалюгідне становище. Поступово він підкорюється обставинам, відчуваючи, що більше не повинен і не в змозі займатися звичними справами.
Зрештою Ґреґор помирає, і родина відчуває від цього полегшення. Його батько, мати й сестра вирушають за місто відпочити та планують переселитися в менше житло, де остаточно забудуть про Ґреґора.

## Символізм твору
Перевтілення Ґреґора на комаху — своєрідна метафора відчуження людини від суспільства, для якого вона втратила користь, визначену штучними правилами й законами. На початку протагоніст — це «маленька людина», яка живе не своїм життям, реалізує не власні бажання. Життя героя зводиться до виконання ним своїх робочих обов'язків, що уподібнює його до механізму, при цьому почуття і духовний розвиток героя абсолютно не враховані. Сприймаючи це на початку як належне, Ґреґор сам стає жертвою такого ставлення, перетворившись на безпорадну комаху. В результаті перетворення Ґреґор отримує тіло, що відповідає його душі. В такому стані він усвідомлює залежність від інших людей, життя за нав'язаними, протиприродними цінностями.
В образі комахи вбачається прояв реального становища Ґреґора, адже комаха, з точки зору людини — це істота найнижчого класу, на яку звертають увагу лише тоді, коли вона заважає. Родина виявляє справжню стурбованість ситуацією лиш тоді, коли Ґреґор став тягарем. Комахи не мають індивідуальності та подібних до людей функцій, від комах вимагається лише виконання призначеної їм роботи. В такій подобі Ґреґор відчуває свою беззахисність перед світом людських відносин, у якому панує бажання отримати вигоду, агресія та жорстокість. Щойно особа перестає бути вигідною іншим, вона стає чужою, і інші намагаються витіснити її зі свого життя. Ґреґор помирає нікому не потрібним та забутим, водночас звільнившись від світу, що відкидає справжню людину.

## Переклади українською
- Франц Кафка. Перевтілення. Переклад з німецької: Євген Попович. Київ: Журнал «Всесвіт». 1963 № 12.[6][7]

- (передрук) Франц Кафка. Перевтілення. Переклад з німецької: Євген Попович. Київ: Журнал «Всесвіт». 2000. № 1-2. (e-book)
- (передрук) Франц Кафка. Вибрані твори: Процес. Вирок. Перевтілення. Голодомайстер. Упорядник та примітки: Євгенія Волощук; передмова: Дмитро Затонський; переклад з німецької: Петро Таращук та Євген Попович. Київ: Генеза. 2003. 288 стор. ISBN 966-504-321-8 (Нова шкільна бібліотека; Перлини світової літератури) (додатковий наклад у 2004)
- (передрук; паралельне видання укр. та нім.) Франц Кафка. Перевтілення; Die Verwandlung (збірка оповідань). Переклад з німецької: Євген Попович, Петро Таращук;[джерело?] малюнки: Л. Д. Киркач-Осипова. Харків: Фоліо, 2006. 183 стор. ISBN 966-03-3485-0
- (передрук у 2006, 2014) Франц Кафка. Перетворення. Переклад з німецької: Євген Попвич, Наталя Сняданко чи Петро Таращук [джерело?] // Франц Кафка. Процес (збірка). Переклад з німецької: Наталя Сняданко, Петро Таращук; передмова Дмитро Затонський. Харків: Фоліо. 2006, 2014. 339 стор.: стор. 257—306 (Бібліотека світової літератури) ISBN 966-03-2574-6 (вид. 2006); ISBN 978-966-03-6962-7 (вид. 2014)
- (передрук) Франц Кафка. Перевтілення (оповідання, новели, притчі, уривок з роману «Замок»). Переклад з німецької: Євген Попович. Львів: Піраміда, 2010. 128 стор. ISBN 978-966-441-183-4 (Приватна колекція; Майстри українського перекладу)
- (передрук) Франц Кафка. Перевтілення. Переклад з німецької: Євген Попович. // Франц Кафка. Твори (оповідання, романи, листи, щоденники). Передмова: Дмитро Затонський; Переклад з німецької: Євген Попович, Олекса Логвиненко, Петро Таращук. Київ: А-БА-БА-ГА-ЛА-МА-ГА, 2012. 587 стор. (Доросла серія). ISBN 978-617-585-008-4  (додатковий наклад у 2014, 2015)
- (передрук) Франц Кафка. Перетворення. Переклад з німецької: Петро Таращук, Наталя Сняданко. Харків: Фоліо. 2017. 99 стор. ISBN 978-966-03-7861-2

- Франц Кафка. Перетворення. Переклад з німецької: Іван Кошелівець. // Франц Кафка. Оповідання (збірка). Мюнхен: Сучасність. 1989. 260 стор.: стор. 51-103. ISBN 38-927-8019-6[12] (e-book)

- (передрук) Франц Кафка. Перетворення. Переклад з німецької: Іван Кошелівець. Львів: Піраміда. 2005. 208 стор. ISBN 966-85-2228-1. (Приватна колекція; Пам'ятки Українського Перекладу) (e-book)

- Франц Кафка. Перевтілення: збірка вибраних творів («Вирок», «Перевтілення», «У виправній колонії») / пер. з нім. Анна Савченко. — К. : O.K. Publishing, 2017. — 160 с. — ISBN 978-966-97686-1-2.

## Екранізації
- 1975 р. — «Перевтілення» (нім. Die Verwandlung) — ФРН, режисер — Ян Немец, в ролі Ґреґора Замзи — Хайнц Беннент[14].
- 1976 р. — «Метаморфози» (швец. Förvandlingen) — Швеція, режисер — Іво Дворак, в ролі Ґреґора Замзи — Петер Шильдт[15].
- 1977 р. — анімаційний фільм «Перевті́лення містера Замзи» (англ. The Metamorphosis of Mr. Samsa) — Канада, США, режисерка і художниця — Керолайн Ліф[16].
- 1994 р. — «Метаморфози Франца Кафки» — Іспанія, режисер Карлос Атанес.[17].
- 2002 р. — «Перевті́лення» — Росія, режисер — Валерій Фокін, в ролі Ґреґора Замзи — Євген Миронов[18].